# Pescennius Niger
Pescennius Niger (tiếng Latinh: Gaius Pescennius Niger Augustus; khoảng 135/140 – 194) là Hoàng đế La Mã từ năm 193 đến 194 trong suốt thời kỳ động loạn Năm ngũ đế. Ông đã tự mình xưng đế nhằm đáp lại sự mưu sát Pertinax và việc lên ngôi của Didius Julianus, nhưng lại bị đối thủ tranh giành ngôi vị Septimius Severus đánh bại và giết chết trên đường chạy trốn khỏi Antiochia.

## Sự nghiệp lúc đầu
Dù cho Niger được sinh ra trong một gia tộc thuộc tầng lớp kỵ sĩ gốc Ý vào khoảng năm 135, ông là thành viên đầu tiên trong dòng họ leo lên được thứ hạng nguyên lão nghị viên. Do nguồn tư liệu ít ỏi nên khó lòng mà biết được sự nghiệp ban đầu của Niger; khả năng là một chức quan hành chính ở Ai Cập, và từng phục vụ trong một chiến dịch quân sự ở Dacia vào đầu triều đại của Commodus. Trong thời gian cuối những năm 180, Niger được bầu làm quan chấp chính rồi sau Commodus còn phong ông làm Legatus Augusti pro praetore (Khâm sai quyền Pháp quan của Hoàng đế) xứ Syria vào năm 191.
Ông vẫn đang đương chức tại Syria ngay khi biết được tin tức mới nhất về vụ mưu sát của Pertinax, tiếp theo là việc bán đấu giá danh hiệu hoàng đế chuyển sang cho Didius Julianus. Niger là một nhân vật được công chúng kính trọng nhất ở Roma và một cuộc biểu tình của nhân dân La Mã chống đối Didius Julianus đã sớm nổ ra, các tầng lớp thành Roma ai ai cũng kêu gọi trao ngôi vị hoàng đế cho Niger. Quả thực, khắp nơi đồn lên rằng chính Julianus đã phái một centurion được lệnh đi về phía đông ám sát Niger ở Antiochia.
Hậu quả tình trạng bất ổn ở Roma là chứng kiến cảnh Niger được các binh đoàn lê dương miền Đông tôn làm Hoàng đế vào cuối tháng 4 năm 193. Ngay khi vừa lên ngôi, Niger lấy thêm biệt hiệu Justus, hay "Công minh". Mặc dù sự tuyên truyền từ phía triều đình được phân phát nhân danh Septimius Severus sau đó nói rằng Niger là người đầu tiên nổi loạn chống lại Didius Julianus, thực sự là chính Severus đã đánh bại Niger đang lúc tự xưng đế vào ngày 9 tháng 4. Dù Niger có gửi đoàn sứ giả tới Roma để loan báo việc mình lên ngôi hoàng đế, sứ giả của ông vẫn bị Severus tìm cách ngăn chặn. Vì vậy mà Niger đã bắt đầu ra mặt ủng hộ phe cánh của mình ở các tỉnh miền Đông, Severus liền hành quân vào Roma mà ông vừa tiến vào đầu tháng 6 năm 193 sau khi Julianus bị sát hại.

## Chiến tranh với Septimius Severus

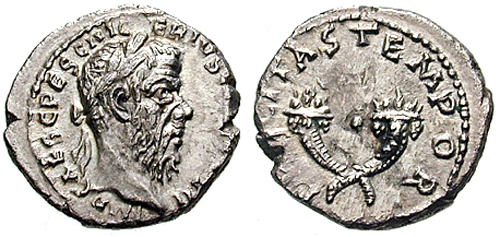
Đồng tiền xu của Pescennius Niger, mang dòng chữ (IMPERATOR CAESAR GAIVS PESCENNIVS NIGER IVSTVS AVGVSTVS CONSVL II)

Severus chẳng muốn lãng phí thời gian cho việc củng cố địa thế của mình ở Roma, đã ra lệnh cho viên thái thú vừa mới bổ nhiệm là Gaius Fulvius Plautianus đi tới bắt giam con cái của Niger và giữ chúng lại làm con tin. Trong khi đó, Niger đang bận việc tìm kiếm sự ủng hộ của tất cả các thống đốc tại các tỉnh thuộc về châu Á, gồm quan trấn thủ đáng kính của châu Á, Asellius Aemilianus, đã thừa cơ đế quốc hỗn loạn mang quân chiếm đóng Byzantium nhân danh Niger. Niger sau đó tiến hành bảo đảm sự kiểm soát trực tiếp Ai Cập, trong khi Severus cố hết sức bảo vệ nguồn cung cấp lúa mì, và ra lệnh cho quân đội trung thành với ông quan sát động tĩnh trên vùng biên giới phía tây của Ai Cập và ngăn chặn đạo quân lê dương đóng ở đó Legio II Traiana Fortis chi viện cho Niger.
Dù những vùng đất này khá là phồn thịnh, nguồn lực quân sự của ông lại có phần thua kém Severus. Trong khi Severus có tới trong tay mười sáu binh đoàn lê dương vùng sông Danube sẵn sàng tuân theo hiệu lệnh, thì Niger chỉ có sáu binh đoàn lê dương: ba đạo ở Syria, hai đạo đóng ở Arabia Petraea, và một đạo nằm ở Melitene. Niger đã quyết định hành động một cách xông xáo và điều binh mã tiến vào xứ Thracia đánh bại một phần đại quân của Severus dưới sự chỉ huy của tướng Lucius Fabius Cilo tại Perinthus. Severus giờ đây đã hành quân rời khỏi Roma tiến về phía đông, phái thuộc tướng Tiberius Claudius Candidus xung phong lên trước. Niger sau khi biến Byzantium thành tổng hành dinh của mình rồi mới giao cho Asellius Aemilianus nhiệm vụ bảo vệ duyên hải phía nam của vùng Biển Marmara. Tới khi Severus đến nơi, ông đề nghị cho Niger cơ hội đầu hàng và chịu đi đày, nhưng Niger từ chối vì hết mực tin tưởng vào kết quả của một cuộc giao tranh quân sự. Vào mùa thu năm 193, Candidus đối mặt với Aemilianus trong trận đánh ở Cyzicus dẫn đến kết quả quân của Niger đại bại cũng như việc bắt giữ và cái chết của Aemilianus. Byzantium giờ đây đang bị vây hãm ngặt nghèo, buộc Niger phải từ bỏ thành phố và rút quân về Nicaea. Tuy vậy, thành phố này vẫn một mực trung thành với Niger, đến nỗi Severus phải hao binh tổn tướng mãi đến năm 195 mới chiếm được Byzantium.
Một trận kịch chiến giữa hai bên đã diễn ra bên ngoài Nicea vào cuối tháng 12 năm 193, mà còn đưa đến một thất bại nữa về phía Niger. Tuy vậy, ông đã có thể rút phần lớn quân đội của mình vẫn còn nguyên vẹn đến dãy núi Taurus, và có thể cầm cự nơi đây được một vài tháng cho đến lúc Niger trở về Antiochia. Thế nhưng, vấn đề bây giờ đối với Niger là phe phái ủng hộ của ông ở châu Á đang dần rơi rụng. Một số thành phố trước đây còn trung thành với ông quyết định rằng đã đến lúc phải thay đổi lòng trung thành của họ, nhất là Laodicea và Týros. Đến ngày 13 tháng 2 năm 194, Ai Cập đã tuyên bố quy thuận Severus như Legatus Augusti pro praetore vùng Arabia từng làm, giảm bớt thêm cơ hội của Niger. Sau khi Severus đã thay thế Candidus bằng một viên tướng khác gọi là Cornelius Anullinus, lực lượng Niger chạm trán quân đội của Anullinus trong trận đánh ở Issus vào tháng 5 năm 194, hai bên đã trải qua một cuộc đấu tranh kéo dài và chiến đấu gian khổ. Sau cùng Niger đại bại, mất phần binh lực. Không còn cách nào khác đành phải rút quân về Antiochia, Niger trong lúc cố gắng chạy trốn đến Parthia đã bị binh lính của Severus bắt sống. Niger bị đem ra xử trảm ngay lập tức và thủ cấp được đưa đến chỗ Byzantium, nhưng thành phố kiên quyết từ chối đầu hàng. Cuối cùng, Severus kéo quân tấn công ồ ạt và phá hủy hoàn toàn Byzantium trước khi ông cho xây dựng lại trên đống tro tàn. Thủ cấp của Niger cuối cùng cũng được đưa đến Roma bêu trước bàn dân thiên hạ. Sau chiến thắng lẫy lừng ở miền Đông, Severus liền trừng phạt tất cả những kẻ ủng hộ Niger. Ngay cả vợ con của Niger cũng không thoát khỏi cái chết tàn khốc, trong lúc mọi của cải gia sản của ông đều bị tịch thu sung công quỹ.

## Tên gọi
Cái tên "Niger" có nghĩa là "Đen", tương phản bất ngờ với tên của một đối thủ mà ông đã chiến thắng để lên ngôi năm 194, Clodius Albinus, mà tên gọi có nghĩa là "Trắng". Theo bộ sử có tiếng là không đáng tin cậy Historia Augusta thì biệt hiệu "Niger" được đưa ra do phần cổ của ông trên thực tế có màu da đen.

### Chính yếu
- Cassius Dio, Sử La Mã, Quyển 74 & 75
- Herodianus, Sử La Mã, Quyển 2 & 3 Lưu trữ ngày 8 tháng 7 năm 2015 tại Wayback Machine
- Historia Augusta, Cuộc đời của Pescennius Niger

### Thứ yếu
- Southern, Pat. The Roman Empire from Severus to Constantine, Routledge, 2001
- Potter, David Stone, The Roman Empire at Bay, AD 180-395, Routledge, 2004
- Bowman, Alan K., The Cambridge Ancient History: The Crisis of Empire, A.D. 193-337, Cambridge University Press, 2005
- Canduci, Alexander (2010), Triumph & Tragedy: The Rise and Fall of Rome's Immortal Emperors, Pier 9, ISBN 978-1-74196-598-8
- http://www.roman-emperors.org/pniger.htm Meckler, Michael L, "Pescennius Niger (193-194 A.D.)", De Imperatoribus Romanis] (1998)